# José Elósegui
José Manuel Elósegui y Martínez de Aparicio (San Sebastián, 11 de abril de 1872--) fue un abogado y político conservador español bautizado en la parroquia de San Vicente Mártir. Alcalde de la ciudad de San Sebastián en varias ocasiones (1902-05,1925-27) y senador (1921-22, 1923).

## Biografía
Contrajo matrimonio con María de Socors Agustina Lizarriturry Calisalvo el 22 de julio de 1896. en la iglesial del Buen Pastor de la capital guipuzcoana.
Fue concejal y alcalde de la ciudad de San Sebastián entre el 30 de diciembre de 1902 y el 8 de noviembre de 1904, cuando renunció a su cargo. Restituido de nuevo en el cargo de alcalde el 25 de noviembre de ese año, continuó desempeñándolo hasta que su dimisión fue aceptada y fue definitivamente cesado el 9 de julio de 1905.
Políticamente afín al maurismo, fue elegido senador por Guipúzcoa en dos ocasiones, la primera en la legislatura 1921-1922 y la segunda en 1923, legislatura que se vio truncada cuando el general Miguel Primo de Rivera implantó un directorio militar con el apoyo del rey Alfonso XIII.
En 1925 el dictador Primo de Rivera designó de nuevo alcalde de San Sebastián a Elósegui, que se mantuvo en el cargo hasta 1927, cuando renunció.
Una avenida de San Sebastián lleva su nombre desde 1960.